# Sandip Ray
Sandip Ray (nascut el 8 de setembre de 1953) és un director de cinema i director musical indi que treballa principalment al cinema bengalí. És l'únic fill del famós director indi Satyajit Ray i de Bijoya Ray.

## Vida i educació
Sandip Ray va néixer a Calcuta. Inicialment va estudiar a la South Point School i la Patha Bhavan, Kolkata, posteriorment va assistir a la Universitat de Calcuta.

## Carrera

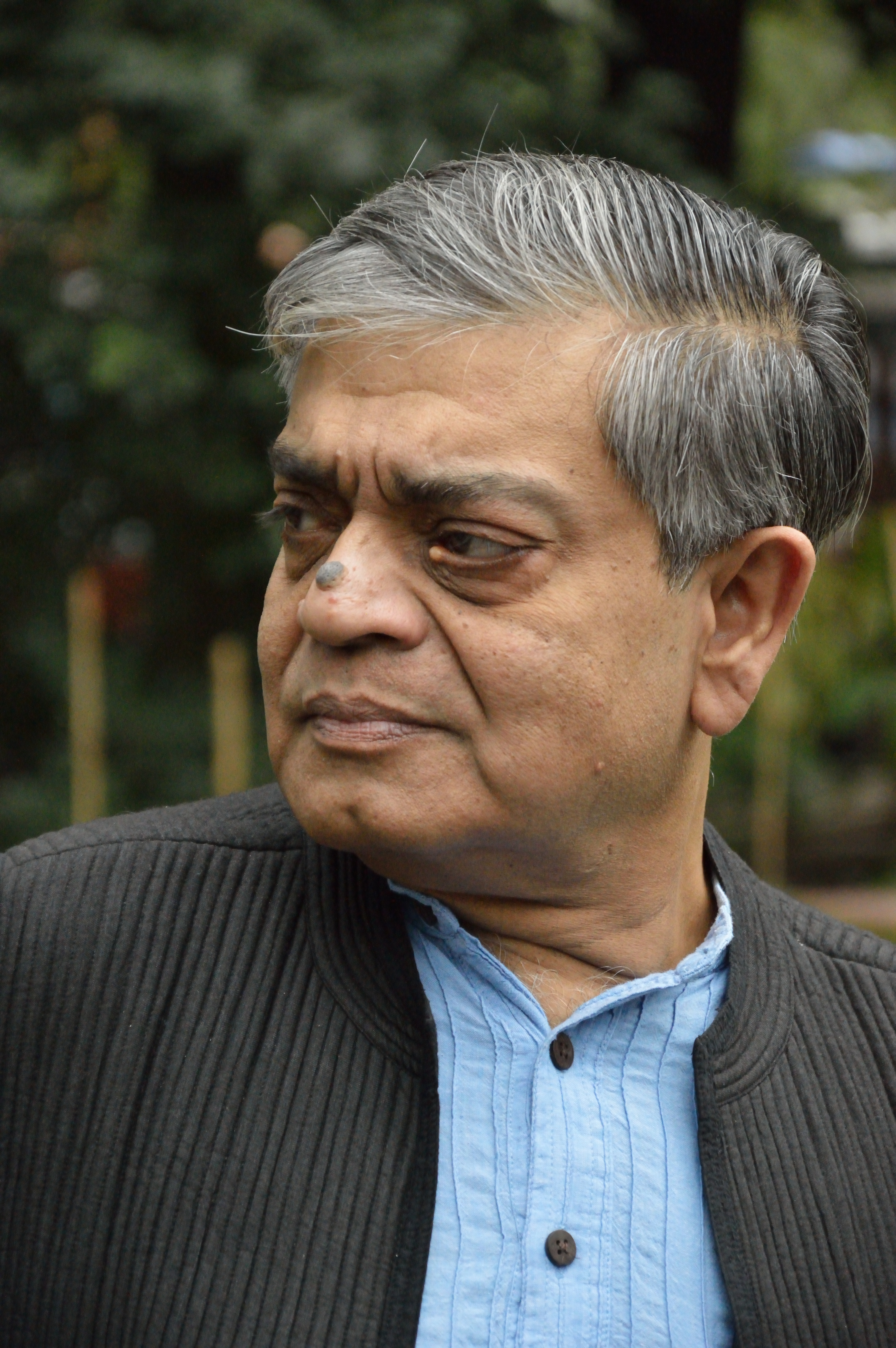
Ray el gener de 2015

Ray va començar la seva carrera professional al cinema als 24 anys com a assistent de direcció als plató de la pel·lícula del seu pare Shatranj Ke Khilari (1977). Abans d'això, havia ajudat al seu pare en diverses funcions, inclòs el fotògraf fix a set. El seu propi debut com a director va ser Phatik Chand (1983) basat en les Fatik Chand de Satyajit Ray: la pel·lícula va rebre un premi al Festival Internacional de Cinema Infantil de Vancouver.
Sandip Ray també és un fotògraf destacat. Va ser el director de fotografia de les tres últimes pel·lícules de Satyajit Ray, Ganashatru (1989), Shakha Proshakha (1990) i Agantuk (1991).
Sandip Ray també va dirigir la revista infantil Sandesh, que va ser fundada pel seu besavi Upendrakishore Ray Chowdhury, i continuada pel seu avi Sukumar Ray i el seu pare Satyajit Ray. Des de 1992, després de la mort de Satyajit, Sandip va ser l'editor conjunt de la Sandesh. Des del 2003 és el director de la revista.
Sandip Ray ha escritt recentment el seu relat del temps que ha passat amb Feluda, el famós detectiu bengalí creat pel seu pare, en un llibre anomenat Aami aar Feluda, publicat per Deep Prakashan. Aami aar Feluda va ser un dels més venuts a la darrera Fira del Llibre de Calcuta. Publicat per primera vegada a la revista Sukhi Grihokon com a sèrie curta, Aami aar Feluda conserva el sabor d'Ekei Bole Shooting, escrit per Satyajit Ray. El llibre de Sandip tracta les històries de fons de totes les pel·lícules i telefilms de Feluda. Aami aar Feluda està escrit per encàrrec per l'autor Sebabrata Banerjee. Sebabrata ha intentat seguir l'estil d'escriptura intel·ligent i fluid introduït per Satyajit Ray que ha fet del nou número Feluda una bona experiència de lectura. Va fer una pel·lícula de vídeo-documental sobre el difunt Kishore Kumar l'any 1989.
El 2003, Sandip Ray va començar a treballar en l'adaptació de la història original de 1962 del seu pare Satyajit Ray Bankhubabur Bandhu a una pel·lícula de televisió bengalí del mateix nom. La pel·lícula, dirigida per Kaushik Sen, es va projectar finalment a la televisió índia el 2006. Va començar a fer la banda sonora per a Feluda de la pel·lícula Bombaiyer Bombete (2003). Sandip Ray va utilitzar la seva primera història de thriller escrita per a la seva pròpia pel·lícula dirigida Hitlist, 2009. El 2016, va dirigir una nova pel·lícula de Feluda titulada Double Feluda que és la seqüela de Royal Bengal Rohosso (2011). Durant el rodatge de Double Feluda, produït per Eros International, Sandip Ray va filmar la famosa biblioteca del seu pare.
Actualment està dirigint una nova pel·lícula titulada Professor Shonku O El Dorado, basada en una història de la sèrie Professor Shonku de Satyajit Ray anomenada Nakur Babu O El Dorado. La pel·lícula serà protagonitzada pel veterà actor Dhritiman Chatterjee com a Professor Shonku i produïda per SVF Entertainment.

## Filmografia
Sandip Ray ha dirigit les següents pel·lícules i telefilms:
1. Hatyapuri (Feluda, 2022)
2. Professor Shonku O El Dorado (2019)
3. Double Feluda (Feluda, 2016)[7][8][9][10][11]
4. Monchora (2016)
5. Badshahi Angti (Feluda, 2014)
6. Chaar (2014)
7. Jekhane Bhooter Bhoy (2012)
8. Royal Bengal Rohosso (Feluda, 2011)
9. Gorosthaney Sabdhan (Feluda, 2010)
10. Hitlist (2009)
11. Tintorettor Jishu (Feluda, 2008)
12. Kailashey Kelenkari (Feluda, 2007)
13. Nishijapon (2005)
14. Bombaiyer Bombete (Feluda, 2003)
15. Satyajiter Priyo Galpo (2000)
16. Dr. Munshir Diary (telefilm de Satyajiter Priyo Golpo TV film series, 2000)
17. Eker Pithe Dui (unreleased series of 12 short films made for television, 2000)
18. Satyajiter Goppo (1999)[12]
19. My Mother: A Freudian introspection (Documental, 1997)
20. Feluda 30 (1996)
21. Baksho Rahashya (1996)
22. Target (1995)[13]
23. Uttoran (1994)
24. Goopy Bagha Phire Elo (1992)
25. Pregnant Silence: Conception of a Genius (Un documental sobre un triomf personal força sorprenent, 1991)
26. Zindagi Ek Safar (Un documental domèstic sobre Kishore Kumar, 1989)
27. Satyajit Ray Presents II (sèrie de pel·lícules de televisió hindi, 1987)
28. Kissa Kathmandu Mein Satyajit Ray Presents (sèrie de pel·lícules de televisió hindi, 1986)
29. Phatik Chand (pel·lícula) (Basat en una història de Satyajit Ray, 1983), debut com a director
30. Hirak Rajar Deshe (Basat en una història de Satyajit Ray, 1980) com a assistent de direcció i fotògraf de fotos
31. Tràiler de Shatranj Ke Khilari de Satyajit Ray (1978)

## Llibres
- Aami Aar Feluda (2006, escrit per Sebabrata Banerjee)

## Observacions
- Satyajit Ray va sentir que Sandip era el millor assistent (director) que havia tingut mai. (Satyajit) va dir Ray–[14]

| « | Sandip Sandip està perjudicat pel pes addicional de ser el meu fill. El seu darrer treball - The Return of Goopy & Bagha és cent per cent el seu propi treball. Només l'argument i unes quantes cançons eren meus. Però la direcció, la fotografia, el guió eren tots de Sandip. En el seu maneig de la càmera, és un mestre. La seva habilitat és millor que la meva. El treball de bravura de la seva fotografia és incomparable... | » |